# ISO 3166-2:VA
Kódy ISO 3166-2 pro Vatikán neidentifikují žádné regiony.